# Коломенская улица (Казань)
Коломенская улица (тат. Коломна урамы, Kolomna uramı) — улица в Московском районе Казани, в исторических районах Удельная стройка (позже слобода Восстания) и посёлок Урицкого. Названа по городу Коломна.

## География
Начинаясь от улицы Хасана Туфана, заканчивается у лесного массива (бывшего Удельного леса).

## История
Возникла в середине 1920-х годов как безымянная улица на окраине Удельной слободы. Протоколом комиссии Казгорсовета по наименованию улиц б/н от 2 ноября 1927 года, утверждённому 15 декабря того же года, переименована в Коломенскую улицу.
Первые многоквартирные дома на улице были построены в 1933 году — это были дома посёлка ИТР «Казмашстроя», позже переименованного в посёлок Урицкого; к первой половине 1940-х годов ими была застроена почти вся современная улица.
По состоянию на вторую половину 1930-х годов на улице имелись домовладения №№ 1/41, 3/32, 2/39–6/43; большинство домов, расположенных в посёлке Урицкого, имели тогда отдельную нумерацию.
Во второй половине 1990-х — начале 2000-е годы несколько домов 1930-х годов постройки были снесены как ветхое жильё; в 2020-е годы к ним добавилось ещё два дома. На месте снесённых домов были построены два пятиэтажных дома.
После вхождения Удельной стройки в состав Казани улица вошла в состав слободы Восстания, административно относившейся к 6-й городской части. После введения в городе деления на административные районы входила в состав Заречного (с 1931 года Пролетарского, до 1935), Ленинского (1935–1973) и Московского (с 1973) районов.

## Объекты
- № 2/35, 14, 14а, 16а, 18а — жилые дома моторостроительного завода.[20][20][21]
- № 3, 4, 5, 6, 7, 8, 9 ,10, 11, 13, 16, 17, 18, 20, 24 ― жилые дома авиазавода.[21][22]
- № 12 — в этом здании располагалось Казанское пуско-наладочное управление треста «Оргнефтехимзаводы».[23]
- № 26 ― жилой дом стройтреста № 1[тат.].[24]

## Транспорт
Общественный транспорт по улице не ходит. Ближайшие остановки общественного транспорта находятся на улице Восстания. Ближайшая станция метро — «Северный вокзал».  

## Известные жители
В доме № 11 проживал Сабир Насыбуллин, первый секретарь Ленинского райома ВКП(б).